# Kraj Warty

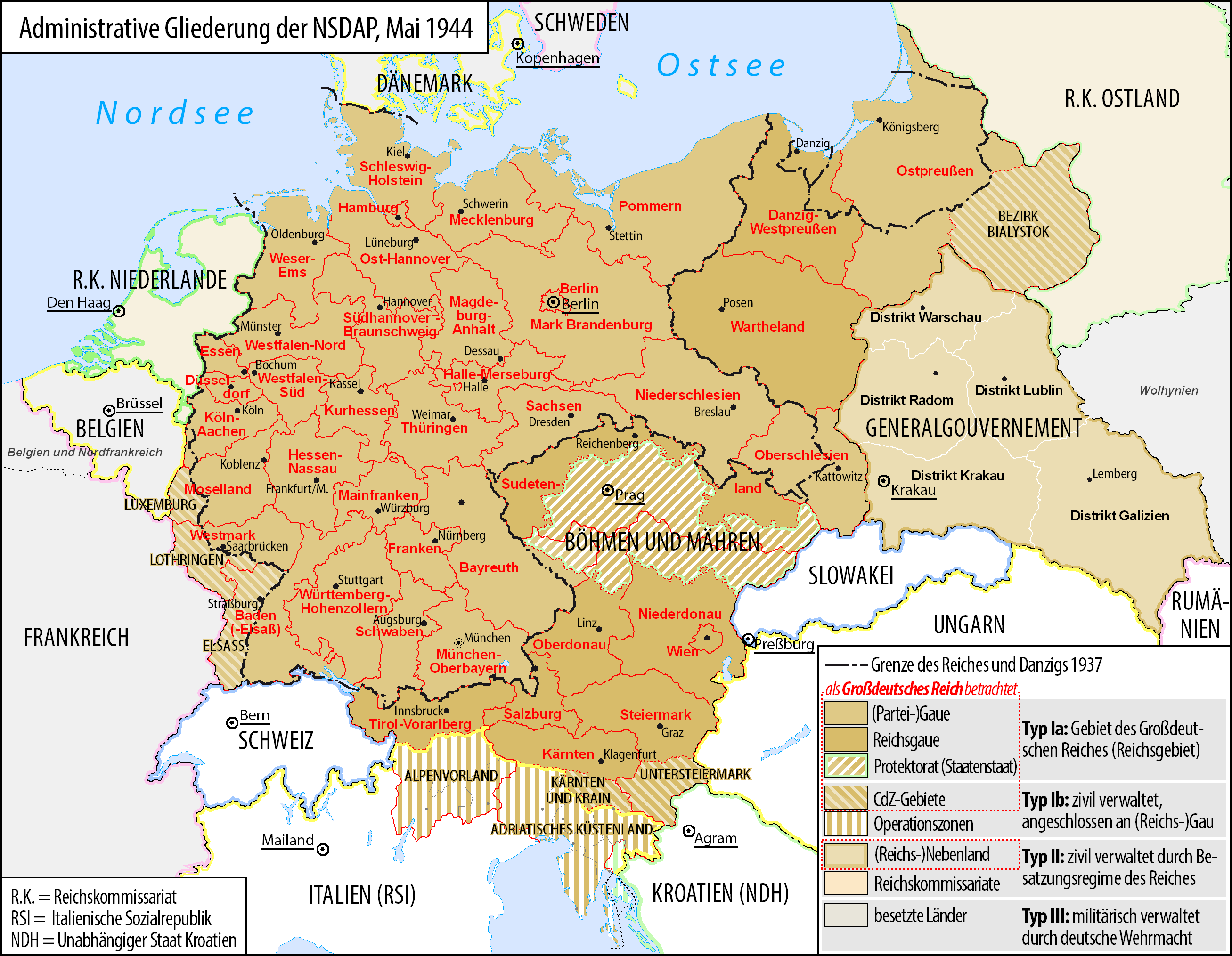
III Rzesza i tereny okupowane 1944, zaznaczony przebieg granicy Niemiec 1937. Wyodrębnione Wolne Miasto Gdańsk.

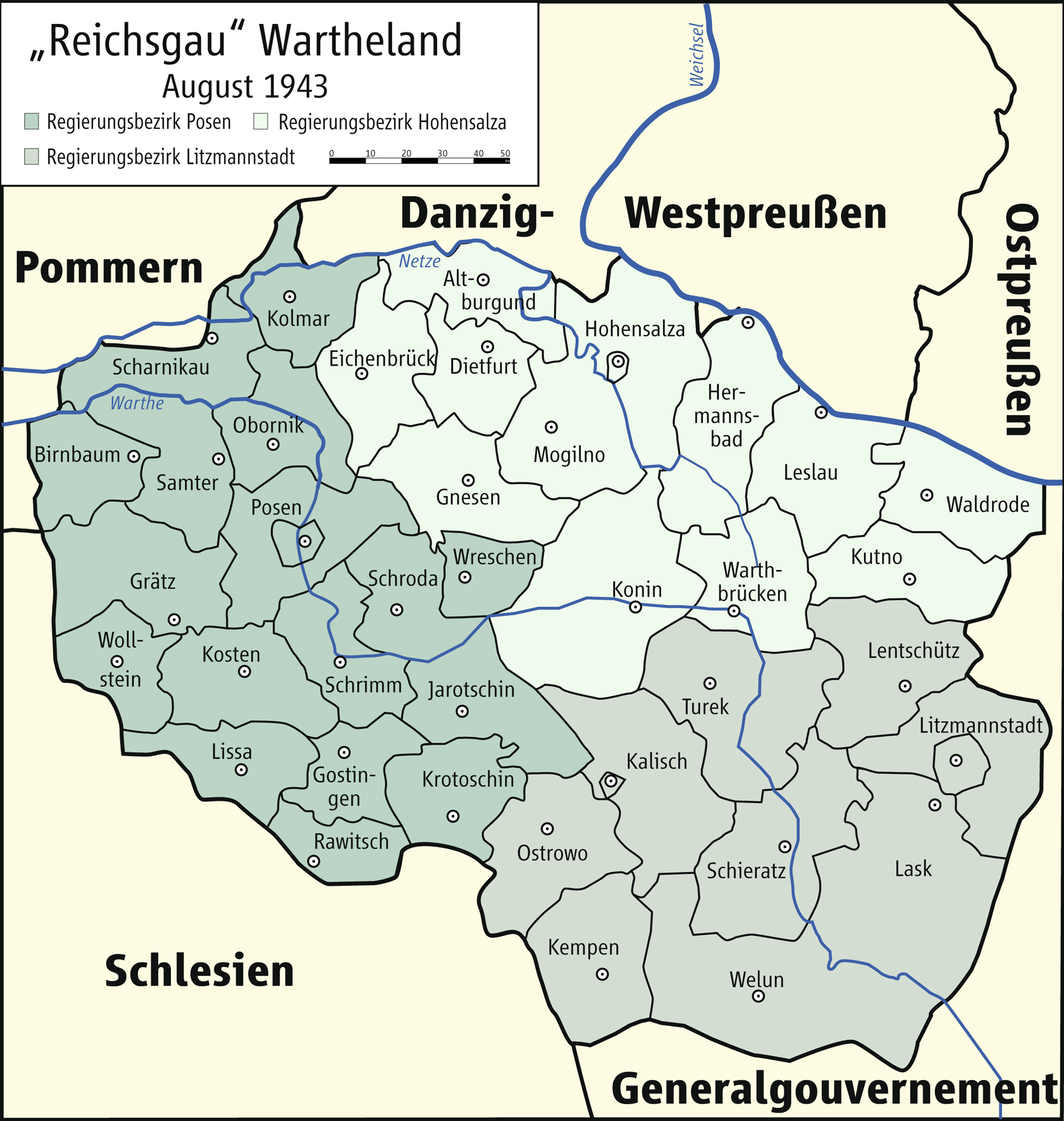
Mapa administracyjna Kraju Warty z podziałem na rejencje i powiaty (sierpień 1943)

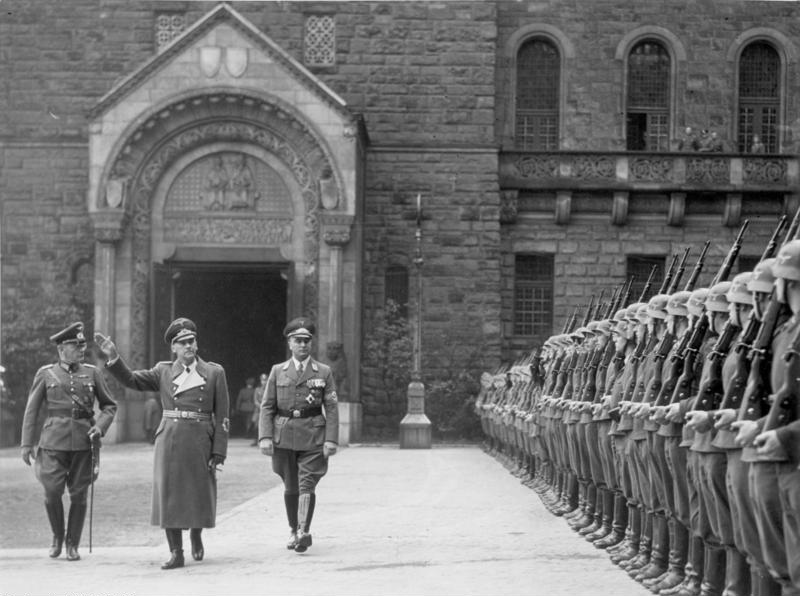
Objęcie urzędu gauleitera przez Arthura Greisera Poznań 1939

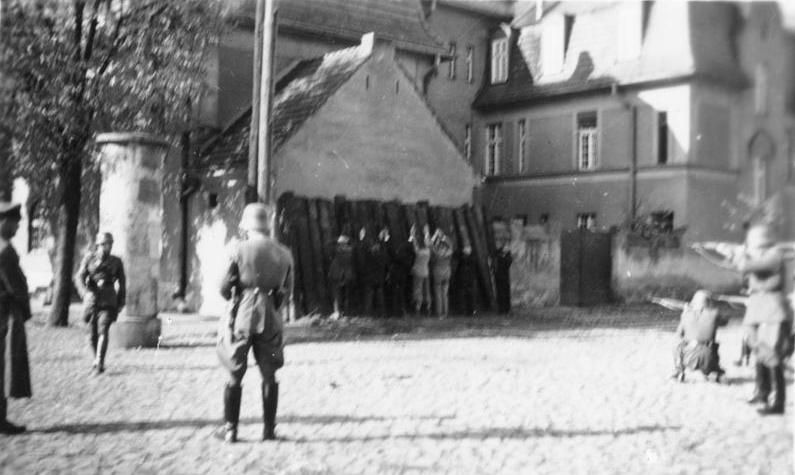
Egzekucja zakładników w Kórniku 20 października 1939.

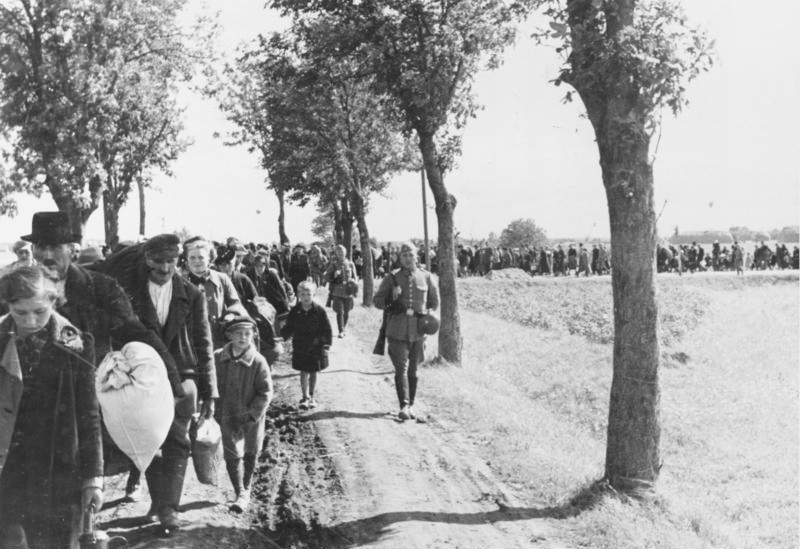
Wypędzanie Polaków z Wielkopolski w 1939.

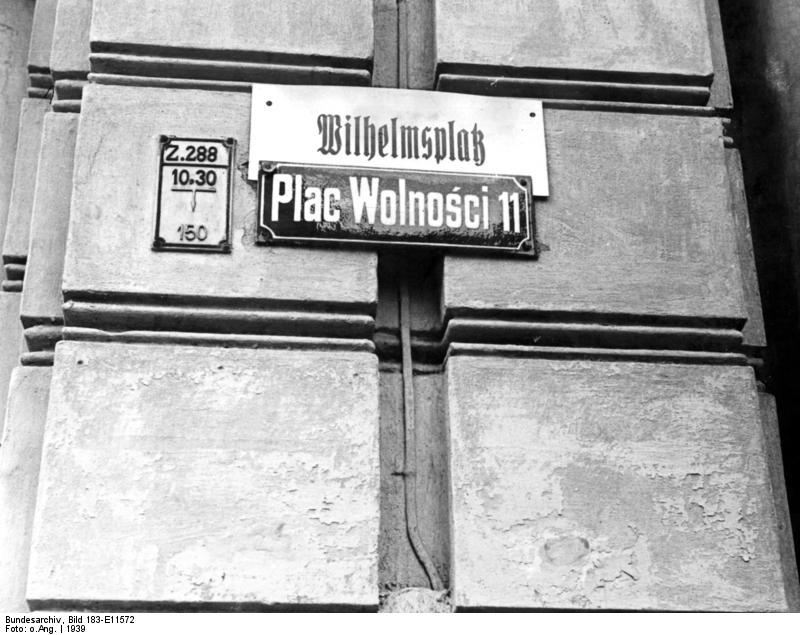
Niemieckie tablice z nazwami ulic. Poznań 1939

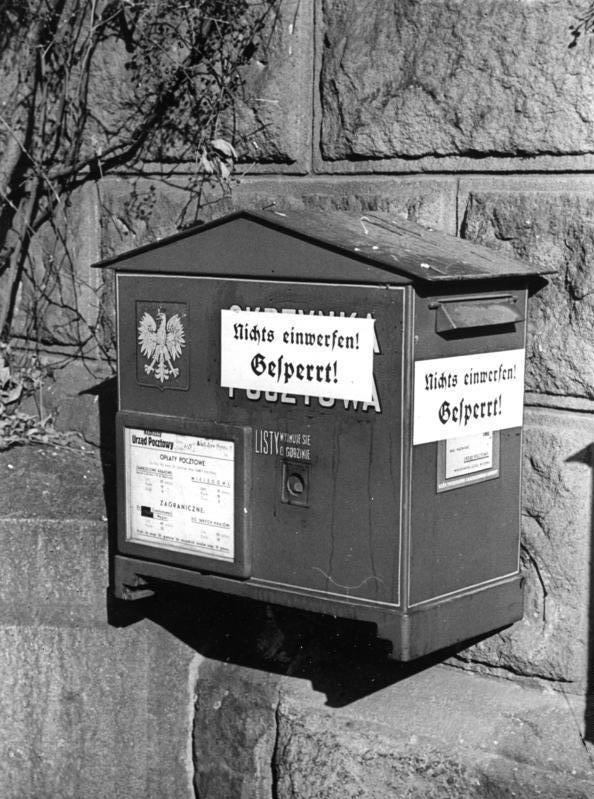
Zamknięte skrzynki na listy Poczty Polskiej, Poznań, październik 1939.

Kraj Warty (niem. Wartheland), Okręg Rzeszy Kraj Warty (niem. Reichsgau Wartheland lub Warthegau) – nazwa regionu administracyjnego utworzonego podczas II wojny światowej na terytorium Rzeczypospolitej Polskiej anektowanym przez III Rzeszę.

## Utworzenie
W wyniku agresji Niemiec i ZSRR na Polskę we wrześniu 1939 po objęciu okupacją całości terytorium II Rzeczypospolitej przez Wehrmacht i Armię Czerwoną i ustaleniu w dniu 28 września 1939 r. w pakcie o granicach i przyjaźni pomiędzy III Rzeszą a ZSRR granicy niemiecko-sowieckiej na okupowanym terytorium Polski, Adolf Hitler dwoma dekretami – z 8 i 12 października 1939 r. jednostronnie wcielił zachodnie terytoria Polski do Rzeszy. 26 października 1939 r. utworzono Okręg Rzeszy Poznań (niem. Reichsgau Posen), przemianowany 29 stycznia 1940 r. na Kraj Warty (niem. Reichsgau Wartheland)
Powyższe akty prawne, sprzeczne z ratyfikowaną przez Niemcy Konwencją haską IV (1907) były nieważne w świetle prawa międzynarodowego i nie były uznawane zarówno przez Rząd RP na uchodźstwie jak i państwa sojusznicze wobec Polski, a także państwa trzecie (neutralne), przez cały czas trwania II wojny światowej.
Genezą linii granicznej wytyczonej przez Hitlera były plany rozszerzenia terytorialnego Cesarstwa Niemieckiego z czasu I wojny światowej kosztem zachodnich powiatów Królestwa Polskiego opracowane po Akcie 5 listopada przez otoczenie Hindenburga i Ludendorffa. Z większej części okupowanych wojskowo terytoriów II Rzeczypospolitej Hitler utworzył Generalne Gubernatorstwo. Jednak zachodnie województwa zostały bezpośrednio anektowane przez III Rzeszę Niemiecką. Z części terytoriów anektowanych wydzielono jednostkę administracyjną zwaną początkowo Reichsgau Posen (pl. Okręgiem Rzeszy „Poznań”), a już od stycznia 1940 r. – Krajem Warty.
Namiestnikiem (Reichsstatthalter) Adolfa Hitlera na Kraj Warty został mianowany gauleiter NSDAP Arthur Greiser.

## Terytorium
Terytorium Kraju Warty obejmowało 43 905 km² zamieszkane przez prawie 5 milionów ludzi. W przeważającej większości (powyżej 90%) byli to Polacy, istniały jednak mniejszości: żydowska (głównie w Łodzi i na terytorium województwa łódzkiego oraz niemiecka (w Łodzi oraz na terenie północno-zachodniej Wielkopolski).
Kraj Warty został podzielony na trzy okręgi (rejencje (regencje), niem. Regierungsbezirk):
- Rejencja Hohensalza (Inowrocław), z miastami wydzielonymi: Inowrocław, Gniezno, Włocławek.
- Rejencja Kalisch (Kalisz), której stolicę przeniesiono w 1940 roku do miasta Litzmannstadt (Łódź), z miastami wydzielonymi: Łódź, Kalisz.
  - Rejencja Litzmannstadt (od lutego 1941)
- Rejencja Posen (Poznań), z miastem wydzielonym Poznań.

## Polityka germanizacyjna
Niemcy uznawali Kraj Warty za ziemie „rdzennie niemieckie”, chociaż w 1939 roku stanowili na nich mniej niż 10% ogółu ludności.
Głównym założeniem politycznym wypracowanym dla Kraju Warty była jego rychła germanizacja, któremu to celowi podporządkowano inne wymiary polityki regionalnej. Wprowadzono kartki na żywność – porcje były uzależnione od „przynależności rasowej”. W wielu miejscach, sklepach, restauracjach – nawet na ławkach publicznych – pojawiły się napisy „Nur für Deutsche” (pol. Tylko dla Niemców). Zarezerwowano dla nich większość środków lokomocji. Germanizacja objęła wszystkie pola życia społecznego, kulturalnego i ekonomicznego. Polityka germanizacji Kraju Warty była realizowana trzema drogami: przez zniemczenie stanu zastanego, przez eksterminację ludności nieprzeznaczonej do zniemczenia oraz przez zasiedlenia Kraju Warty Niemcami. Już w 1939 r. Adolf Hitler ogłosił konieczność przemieszczenia Niemców ze Wschodu na tereny Rzeszy. Terenami tymi okazały się przedwojenne ziemie polskie, czyli, prócz regionu Gdańska, miał to być Kraj Warty.

### Zniemczenie
Wszystkie szkoły uczące w językach polskim, hebrajskim i jidysz zostały zamknięte. Większość toponimów (także nazwy ulic, placów) oraz wszelkie nazwy publiczne zostały zniemczone. Części przywrócono nazwy z okresu rozbiorów, dla części wymyślono nowe. Dziesiątki tysięcy przedsiębiorstw zostało przejętych przez Niemców. W mniejszym stopniu niż na Zamojszczyźnie zdarzały się również przymusowe wypadki germanizacji małych dzieci, wyrywanych rodzinom i przesiedlanych do rodzin niemieckich w głębi Rzeszy.

#### Volkslista
Na terenie Kraju Warty najwcześniej rozpoczęto prace nad systemem kategoryzacji miejscowych Niemców. 28 października 1939 wydano pierwsze zarządzenie odnośnie do powstania volkslisty, która została wprowadzona niedługo później na terenie Poznania, i rozszerzona do 1940 r. na teren Wielkopolski i rejencji łódzkiej. W przeciwieństwie do Okręgu Gdańsk-Prusy Zachodnie i Okręgu Górnośląskiego dominowała liczebnie grupa 2 volkslisty, zaś kryteria zapisu na volkslistę były surowsze niż w innych okręgach. 

### Wysiedlanie

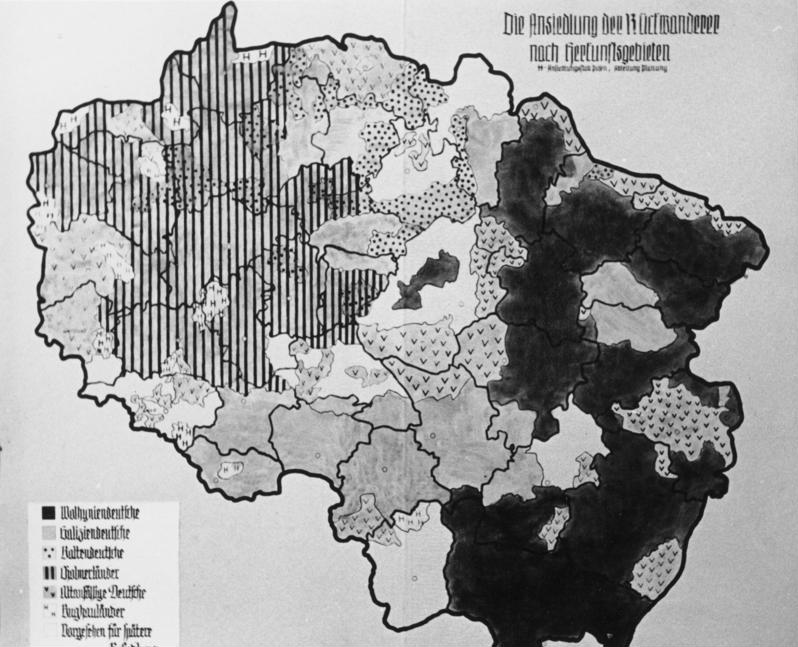
"Heim ins Reich" – Zasięg akcji osiedleńczej Volksdeutschów w Wielkopolsce podczas II wojny światowej

Przygotowując miejsce dla Niemców, wysiedlano z Kraju Warty do Generalnego Gubernatorstwa w szczególności Żydów oraz Polaków – ziemian i przedsiębiorców, którym bez rekompensat odbierano majątki. Do końca 1939 r. wysłano do GG ok. 80 transportów – ogółem 87 883 osoby. Do końca 1940 r. wysiedlenia objęły już ponad 250 000 osób. W 1941 r. nasilono politykę wysiedlania Żydów z Kraju Warty do dowolnego z blisko 200 gett utworzonych na terenie GG. Z samego Poznania przesiedlono do GG ok. 70 000 osób. Setki tysięcy ludzi, głównie młodych, czasem nastolatków, wysiedlono jako robotników przymusowych w głąb Rzeszy.

### Zasiedlenie
Na miejsce Polaków i Żydów napływały grupy Niemców ze Wschodu, z terenów zajętych przez ZSRR. W 1939 r. przesiedlono 87 rejsami ponad 60 000 Niemców z krajów bałtyckich, z których większość trafiła do Kraju Warty. Dalszymi grupami byli Niemcy z Wołynia – ponad 50 000, z Galicji – ponad 50 000, z Podlasia – prawie 10 000. Zgodnie z porozumieniem z ZSRR, rozpoczęto w 1940 r. politykę „repatriacji” dziesiątek tysięcy Niemców z Besarabii, Bukowiny i innych części Rumunii. Istniały plany sprowadzenia na te tereny Niemców zamieszkujących obie Ameryki.

### Eksterminacja
Już w 1939 r. na podstawie imiennych list proskrypcyjnych Sonderfahndungsbuch Polen zaaresztowano tysiące ludzi należących do elit, inteligencji, pracowników uniwersytetów, duchowieństwa, przedsiębiorców i ziemian. Objęci oni byli akcją eliminacji polskiej inteligencji, tzw. Intelligenzaktion. Jesienią 1939 roku jednostki Einsatzgruppen oraz Selbstschutzu wymordowały w niej około 2000 polskich intelektualistów, urzędników oraz duchownych z ziemi poznańskiej. Egzekucje odbywały się w poznańskich fortach oraz w różnych miejscach kaźni poza obrębem miast. Podobne akcje w ramach Operacji Tannenberg Niemcy przeprowadzali także w wielu innych miastach Wielkopolski.
Pozostali aresztowani zostali umieszczeni w obozach koncentracyjnych, gdzie ginęli przy niewolniczej i wyczerpującej pracy. W całym Kraju Warty obowiązkowi pracy poddano również młodzież (teoretycznie powyżej 14. roku życia – często także młodszą), co odpowiadało polityce niemieckiej „eksterminacji przez pracę”. Polityce świadomej eksterminacji podlegały – na różną skalę – w szczególności trzy grupy: Żydzi, Romowie oraz księża katoliccy. Eksterminacja objęła prawie 500 000 mieszkańców Kraju Warty – z czego 80% stanowili Żydzi.

#### Holocaustw Kraju Warty
Poza Żydami wywiezionymi do Generalnego Gubernatorstwa, przyjęto politykę utworzenia jednego wielkiego getta zbiorczego w Łodzi, które zostało utworzone na początku 1940 r. i które było zaludniane kilkoma falami przesiedleń. Większość Żydów była wywożona do specjalnie stworzonego ośrodka zagłady Kulmhof (Chełmno nad Nerem), gdzie zamordowano 150-250 tys. osób. W sumie spośród prawie 400 000 Żydów zamieszkałych na tym terenie przed wojną przeżyło poniżej 8000 osób.

#### Walka z kościołami katolickim i ewangelickim
Kościół katolicki został prawie zupełnie zniszczony na tym terenie. Zamknięto wszystkie instytucje kościelne, wszelkie klasztory, seminaria duchowne. Zamknięto 1300 kościołów – niektóre burzono, inne zamieniono na magazyny, np. rzeczy odebranych Żydom. Kościoły zostały systematycznie ograbione, na przykład z 60 ton szat liturgicznych (w tym zabytkowych) uczyniono papier toaletowy. Wyniszczono prawie wszystkie kapliczki przydrożne. Na całym obszarze na wolności pozostało 64 księży. 1092 księży deportowano do obozów koncentracyjnych.
Wśród duchowieństwa procent ofiar był wielki. W diecezjach włocławskiej i gnieźnieńskiej wymordowano 49% księży, a w łódzkiej – 37%.
Gminy polskie kościoła ewangelickiego zostały wyjęte spod prawa Kraju Warty już w 1939 roku, księża z tych parafii byli także zsyłani do obozów koncentracyjnych. Niemieckie gminy ewangelickie musiały się liczyć z szeregiem poważnych ograniczeń w działalności i były pod obserwacją Gestapo.   
Kraj Warty różnił się od innych okręgów Trzeciej Rzeszy intensywnością polityki przeciwko kościołom. W lipcu 1940 na polecenie Greisera stworzono dokument znany pod nazwą „Trzynaście punktów”, ściśle regulujący zasady na jakich kościoły katolicki i ewangelicki mogły działać. Obydwa kościoły miały działać jako stowarzyszenia, Kościołowi katolickiemu zabroniono kontaktów z Watykanem, kościołom ewangelickim kontaktów z kościołami w Rzeszy. Miano także zachowywać ścisły podział na polskie i niemieckie kościoły. Księża mieli pochodzić wyłącznie z Kraju Warty i musieli wykonywać dodatkowo jakiś zawód.   
„Trzynaście punktów” wprowadzano stopniowo, najważniejszym prawem był „Dekret o Związkach Religijnych i Stowarzyszeniach Religijnych w Okręgu Rzeszy Kraj Warty” z 13 września 1941 roku. Na jego mocy powstały cztery kościoły - Poznański Kościół Narodowości Niemieckiej w Kraju Warty, Łódzki (Litzmannstadt) Protestancki Kościół Niemieckiej Narodowości w Okręgu Kraju Warty, Protestancko-Luterański Kościół Niemieckiej Narodowości w Kraju Warty Zachód, i Rzymsko-Katolicki Kościół Niemieckiej Narodowości w Okręgu Rzeszy Kraj Warty.